# Ploudiry
Ploudiry település Franciaországban, Finistère megyében. Lakosainak száma 879 fő (2022. január 1.). Ploudiry Bodilis, Loc-Eguiner, Locmélar, La Martyre, La Roche-Maurice, Sizun és Le Tréhou községekkel határos.

## Népesség
A település népességének változása:
| Lakosok száma | 770  | 736  | 822  | 887  | 905  | 933  | 952  | 913  | 894  | 879  |
|               | 1968 | 1982 | 1990 | 2006 | 2013 | 2015 | 2017 | 2019 | 2020 | 2022 |